# 양시영 (1944년)
양시영(楊始榮, 1944년 1월 2일~, 대구 달성 다사읍)는 대한민국의 지방자치공무원 출신 정치인이다. 대구광역시 달성군수를 역임했다.

## 학력
- 1962년 경북고등학교 졸업
- 1970년 영남대학교 토목공학 학사
- 1982년 영남대학교 환경대학원 도시계획학 석사

## 경력
- 영천시청 도시과장(1990년)
- 달성군청 도시과장(1991년 ~ 1995년)
- 제30대 달성군수(1995년 7월 ~ 1998년 6월, 무소속 → 자유민주연합
- 1997.12.3 한나라당 입당
- 1998 한나라당 탈당·자유민주연합 입당

## 역대 선거 결과
|  | 38.97% |

|  | 43.54% |

|  | 13.11% |